# Montegrosso
Montegrosso é uma comuna francesa na região administrativa de Córsega, no departamento da Alta Córsega. Estende-se por uma área de 22,78 km². 